# Xã Des Moines, Quận Polk, Iowa
Xã Des Moines (tiếng Anh: Des Moines Township) là một xã thuộc quận Polk, tiểu bang Iowa, Hoa Kỳ. Năm 2010, dân số của xã này là 98.631 người.